# Резолюция Совета Безопасности ООН 1026
Резолюция Совета Безопасности Организации Объединённых Наций 1026 (код — S/RES/1026), принятая 30 ноября 1995 года, сославшись на резолюции 982 (1995) и 998 (1995) о Силах ООН по защите (UNPROFOR), Совет санкционировал продление их мандата до 31 января 1996 года.
Совет вновь приветствовал Дейтонское соглашение между Боснией и Герцеговиной, Хорватией и Союзной Республикой Югославия (Сербия и Черногория) и подчеркнул необходимость соблюдения этого соглашения всеми сторонами. Также была высоко оценена роль UNPROFOR.
Действуя на основании главы VII Устава ООН, Совет Безопасности продлил мандат УНПРОФОР до 31 января 1996 года в ожидании дальнейших действий по выполнению Дейтонского соглашения. Генеральному секретарю ООН Бутросу Бутросу-Гали было предложено информировать Совет о развитии событий и представлять доклады о выполнении соглашения и о том, как оно повлияет на роль Организации Объединённых Наций.